# ویک براون (بازیکن فوتبال)
ویک براون (انگلیسی: Vic Brown؛ ۲۶ ژوئیه ۱۹۰۳ – ۱۹۷۱ (۶۷−۶۸ سال)) بازیکن فوتبال بود.
از باشگاه‌هایی که در آن بازی کرده‌است می‌توان به باشگاه فوتبال کاونتری سیتی اشاره کرد.